# János Fogarasi

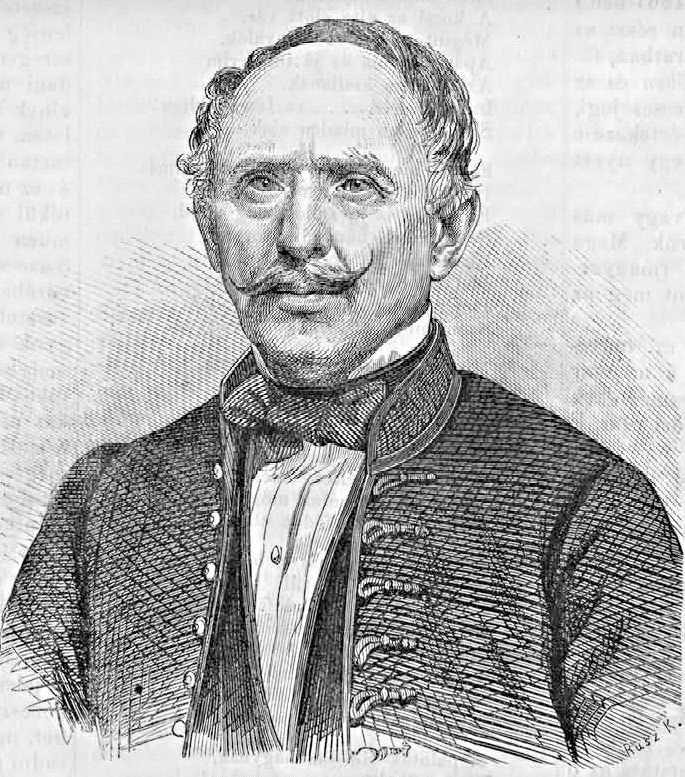
János Fogarasi.

János Fogarasi, född den 17 april 1801 i komitatet Abauj, död den 10 juni 1878 i Budapest, var en ungersk rättslärd och språkforskare.
Fogarasi gick in på ämbetsmannabanan, innehade 1848 en rådsplats i Kossuths finansdepartement och efter revolutionens slut åtskilliga lägre och högre domar- och ämbetsmannabefattningar.
Han utgav en mängd juridiska och lexikografiska arbeten, av vilka den tillsammans med Czuczor utgivna ungerska 
ordboken A magyar nyelv szótára (6 band, 1862-74) är mest känd. Ordboken räknas alltjämt som ett standardverk, trots att Karl Bernhard Wiklund redan 1908 skrev, att "till följd af sin föråldrade och ovetenskapliga metod är denna ordbok dock alldeles förfelad".